# Манфреди, Валерио Массимо
Валерио Массимо Манфреди (ит. Valerio Massimo Manfredi, род. 8 марта 1943 г. Кастельфранко-Эмилия) — современный итальянский писатель, историк и археолог.

## Жизнь и творчество
Родился в Средней Италии, в провинции Модена. Высшее образование получил в университете Болоньи и миланском католическом университете Святого Сердца. Специализировался на истории искусств, археологии и географии Древнего мира. После окончания учёбы работает и преподаёт в университете Св. Сердца (1980—1986), с 1987 — в университете Венеции, затем в университете Лойолы в Чикаго, в Сорбонне и Университете Боккони в Милане. В 1970—1980-х годах Манфреди предпринимает экспедицию «Анабазис», по следам описанного Ксенофонтом («Анабасис Кира») похода 10 тысяч греческих наёмников из Персии на родину. Эта экспедиция Манфреди преодолела в общей сложности 18 тысяч километров и привезла более 2 тысяч фотоснимков. Учёный также участвует в ряде других археологических экспедиций — в Италии (Лавиниум, Форум Галлорум, Форте-Урбано), в Перу (Тукуме), в Израиле (Хар-Карком) и др.
В. М. Манфреди является автором многочисленных научно-исторических эссе и статей в различных итальянских («Il Messaggero», «Panorama», «Archeo», «Focus») и испанских (испанские издания «Focus» и «El Mundo») газетах и журналах, а также ряда исследований по истории и археологии. Участник научных конференций по истории и археологии, проводимых Оксфордским университетом, Университетом Калифорнии, университетами Бильбао, Тенерифе, Канберры и др.
Как писатель и автор произведений художественной литературы по исторический тематике Манфреди был награждён рядом призов, среди них премия «Человек года» («Man of the Year») Американского биографического института (Северная Каролина), премии Хемингуэя (2004) и «Банкарелла» («Bancarella», 2008), и др. Автор нескольких кино- и телесценариев («Марко д’Авиано», «Гильгамеш», «Воспоминания Адриана»).
Состоит в браке с Кристиной Феддерсон Манфреди, имеет двух детей: Джулию и Фабио.

## Литературные произведения
- 1985 — Палладион («Palladion»).
- 1988 — Щит Талоса («Lo scudo di Talos»).
- 1990 — Оракул мертвых («L’oracolo»).
- 1994 — Le paludi di Hesperia
- 1996 — Башня одиночества («La torre della solitudine»).
- 1998 — Трилогия об Александре Македонском

1. Сын мечты («Il figlio del sogno»).
2. Пески Амона («Le sabbie di Amon»).
3. Повелитель мира («Il confine del mondo»).

- 1998 — Песчаный фараон («Il faraone delle sabbie»).
- 2001 — Химера («Chimaira»).
- 2002 — Сто кабальеро (I cento cavalieri) (Сборник новелл).
- 2002 — Последний легион («L’ultima legione»).
- 2003 — Тиран («Il tiranno»).
- 2005 — Империя драконов («L’impero dei draghi»).
- 2007 — Пропавшее войско (L’armata perduta).
- 2008 — Idi di marzo
- 2011 — Otel Bruni

## Историко-научные работы
- La strada dei Diecimila. Topografia e geografia dell’oriente di Senofonte. Jaca Books, Mailand 1986, ISBN 88-16-95020-X.
- I greci d’oriente. Mondadori, Mailand 1996, ISBN 88-04-39785-3.
- Mare greco. Eroi ed esploratori nel mediterraneo antico. Mondadori, Mailand 1992, ISBN 88-04-35980-3.
- Petra und andere berühmte Totenstädte («Petra e le città della Siria»). Pawlak Verlag, Herrsching 1989, ISBN 3-88199-587-0.
- Akropolis. La grande epopea di Atene. Mondadori, Mailand 2000, ISBN 88-04-47801-2.
- Le isole fortunate. Topografia di un mito. L’Erma di Bretschneider, Rom 1996, ISBN 88-7062-945-7.

## Фильмография
- 2007 Дуг Лефлер (режиссёр): Последний легион.